# زمین‌لرزه و سونامی ۲۰۱۱ توهوکو
زمین‌لرزه و سونامی ۲۰۱۱ توهوکو زلزله‌ای است، که ۱۱ مارس ۲۰۱۱ به قدرت ۹٫۰ ریشتر در ساعت ۱۴ و ۴۶ دقیقه به وقت محلی در نزدیکی سندای در استان میاگی در شمال شرقی ژاپن رخ داد و به مدت ۱۷۳ ثانیه مناطق اطراف را به لرزه درآورد. مرکز سطحی زمین‌لرزه در ۱۳۰ کیلومتری شرق ناحیه توهوکو ضربی با کانون ژرفی به عمق ۲۴ کیلومتر گزارش شده‌است. زمین‌لرزه سبب گردید در تمامی مناطق ساحلی ژاپن در کنار اقیانوس آرام هشدار سونامی و درخواست تخلیه این مناطق اعلام شود،آمریکای جنوبی و آمریکای شمالی. این زمین لرزه امواج سونامی به ارتفاع ۱۵ متر در ژاپن و امواج کوچکتری در کشورهای دیگر مانند اوگاندا ، جیبوتی ، روسیه و ...ایجاد کرد. پیش از وقوع زمین لرزه ۹ ریشتری ۹ زلزله در منطقه رخ داد که بزرگ‌ترین آنها با قدرت ۷٫۱ ریشتر در تاریخ ۹ مارس ثبت گردید که این زمین لرزهها را می‌توان پیش لرزههای زلزله ویرانگر ۹ ریشتری دانست. بیش از ۱۸هزار نفر در این سونامی جان خود را از دست دادند که پیکر ۲۵۳۱ نفرشان هرگز پیدا نشده‌است.
این زمین‌لرزه خسارات بسیار زیادی شامل تخریب شدید جاده‌ها و راه‌آهن و ایجاد آتش‌سوزی در برخی مناطق را بر ژاپن وارد کرده‌است. در حدود ۴٫۴ میلیون خانوار در شمال شرقی ژاپن بدون برق و ۱٫۴ میلیون نفر بدون آب مانده‌اند. تعدادی از ژنراتورها الکتریکی از کار افتاده‌اند و حداقل سه راکتور هسته‌ای در پی انباشته شدن گاز هیدروژن منفجر شده‌اند.
تمام مناطق در شعاع ۲۰ کیلومتری نیروگاه هسته‌ای شماره یک فوکوشیما و ده کیلومتری نیروگاه هسته‌ای شماره دو فوکوشیما که متعلق به شرکت برق توکیو هستند تخلیه شده‌است. ارزیابی‌های اولیه توسط مرکز بین‌المللی ایر بیمه محل‌های تخریب شده را تنها ۱۴٬۵ تا ۳۴٬۶ میلیارد دلار برآورد کرد. بانک مرکزی ژاپن در تاریخ ۱۴ مارس ۲۰۱۱ مبلغ ۱۸۳ میلیارد دلار را برای عادی‌سازی وضعیت بازار به سیستم بانکی این کشور تزریق کرده‌است.
شدت زلزله در استان میاگی ۷ درجه در مقیاس شیندو، استان فوکوشیما، استان ایباراکی، استان توچیگی ۶ درجهٔ قوی، استان سایتاما، استان چیبا، استان ایواته و استان گونما ۶ درجهٔ ضعیف و در توکیو ۵ درجهٔ قوی بوده‌است. بعد از وقوع زمین‌لرزه به مدت چندین ساعت تمامی پروازها از فرودگاه بین‌المللی ناریتا و فرودگاه هانه‌دا متوقف شد.
برآوردها نشان می‌دهد زمین‌لرزه توهوکو قوی‌ترین زمین‌لرزه در ژاپن و چهارمین در جهان از زمان آغاز ثبت شدت زلزله‌ها از ۱۹۰۰ میلادی عنوان شده‌است. شدت زمین‌لرزهٔ توهوکو به حدی بود که جزیرهٔ اصلی ژاپن (هونشو)، ۲٫۴ متر به سمت شرق حرکت کرد و محل تقاطع محور توزیع جرم زمین با سطح دست کم ۱۰ سانتی‌متر جابه‌جا شد. همچنین نیز این زمین لرزه سرعت چرخش زمین را ۱٫۸ میکرو ثانیه در روز افزایش داد. نائوتو کان، نخست‌وزیر ژاپن اعلام کرد: «پس از پایان جنگ جهانی دوم در طی ۶۵ سال گذشته این بدترین و سخت‌ترین بحران ژاپن است.»

## زمین‌لرزه‌های بزرگ پیش از زمین‌لرزه بزرگ توهوکو
فهرست کامل پیش‌لرزه‌ها و پس‌لرزه‌ها
بر اساس گزارش آژانس هواشناسی ژاپن، زمین‌لرزه‌های بزرگی (بالای ۷ درجه، یا ۵ ضعیف در مقیاس شیندو) که از روز پیش تا یک ماه پس از زلزله بزرگ شرق ژاپن به وقوع پیوسته از قرار زیر است:
| زمان وقوع (به وقت ژاپن) | مکان وقوع           | کانون ژرفی      | درجه بزرگی | شیندو  |
| ----------------------- | ------------------- | --------------- | ---------- | ------ |
| ۹ مارس ۱۱ و ۴۵ دقیقه    | ساحل سان‌ریکو        | حدود ۱۰ کیلومتر | ۷/۱        | ۵ ضعیف |
| ۱۱ مارس ۱۴ و ۴۶ دقیقه   | ساحل سان‌ریکو        | حدود ۲۴ کیلومتر | ۹٫۰        | ۷      |
| ۱۱ مارس ۱۵ و ۶ دقیقه    | ساحل سان‌ریکو        | حدود ۱۰ کیلومتر | ۷٫۴        | ۵ ضعیف |
| ۱۱ مارس ۱۵ و ۱۵ دقیقه   | ساحل استان ایباراکی | حدود ۸۰ کیلومتر | ۷٫۴        | ۶ ضعیف |
| ۱۱ مارس ۱۵ و ۲۶ دقیقه   | ساحل سان‌ریکو        | حدود ۱۰ کیلومتر | ۷٫۵        | ۴      |
| ۱۱ مارس ۱۶ و ۲۹ دقیقه   | ساحل سان‌ریکو        | سطحی            | ۶٫۶        | ۵ قوی  |
| ۱۱ مارس ۱۷ و ۴۱ دقیقه   | ساحل استان فوکوشیما | حدود ۳۰ کیلومتر | ۵٫۸        | ۵ قوی  |
| ۱۱ مارس ۲۰ و ۳۷ دقیقه   | ساحل استان ایواته   | حدود ۳۰ کیلومتر | ۶٫۴        | ۵ ضعیف |
| ۱۲ مارس ۳ و ۵۹ دقیقه    | مرکز استان نی‌ایگاتا | حدود ۸ کیلومتر  | ۶٫۷        | ۶ قوی  |
| ۱۲ مارس ۴ و ۳۲ دقیقه    | مرکز استان نی‌ایگاتا | حدود ۱۰ کیلومتر | ۵٫۸        | ۶ ضعیف |
| ۱۲ مارس ۵ و ۴۲ دقیقه    | مرکز استان نی‌ایگاتا | سطحی            | ۵٫۳        | ۶ ضعیف |
| ۱۲ مارس ۲۲ و ۱۵ دقیقه   | ساحل استان فوکوشیما | حدود ۴۰ کیلومتر | ۶٫۰        | ۵ ضعیف |
| ۱۲ مارس ۲۳ و ۳۵ دقیقه   | مرکز استان نی‌ایگاتا | حدود ۱۰ کیلومتر | ۴٫۴        | ۵ ضعیف |
| ۱۳ مارس ۰۸ و ۲۵ دقیقه   | ساحل استان میاگی    | حدود ۱۰ کیلومتر | ۶٫۲        | ۵ ضعیف |
| ۱۴ مارس ۱۰ و ۰۲ دقیقه   | ساحل ایباراکی       | حدود ۱۰ کیلومتر | ۶٫۲        | ۵ ضعیف |
| ۱۵ مارس ۲۲ و ۳۱ دقیقه   | شرق شیزوئوکا        | حدود ۱۰ کیلومتر | ۶٫۴        | ۶ قوی  |
| ۱۶ مارس ۱۲ و ۵۲ دقیقه   | ساحل شرقی چیبا      | حدود ۱۰ دقیقه   | ۶٫۰        | ۵ ضعیف |
| ۱۹ مارس ۱۸ و ۵۶ دقیقه   | شمال ایباراکی       | حدود ۲۰ کیلومتر | ۶٫۱        | ۵ قوی  |
| ۲۳ مارس ۰۷ و ۱۲ دقیقه   | فوکوشیما            | سطحی            | ۶٫۰        | ۵ قوی  |
| ۲۳ مارس ۰۷ و ۳۶ دقیقه   | فوکوشیما            | حدود ۱۰ کیلومتر | ۵٫۸        | ۵ قوی  |
| ۲۳ مارس ۱۸ و ۵۵ دقیقه   | فوکوشیما            | حدود ۱۰ کیلومتر | ۴٫۷        | ۵ قوی  |
| ۲۴ مارس ۰۸ و ۵۶ دقیقه   | جنوب ایباراکی       | حدود ۵۰ کیلومتر | ۴٫۹        | ۵ ضعیف |
| ۲۴ مارس ۱۷ و ۲۱ دقیقه   | ساحل استان ایواته   | حدود ۲۰ کیلومتر | ۶٫۱        | ۵ ضعیف |
| ۲۸ مارس ۷ و ۲۴ دقیقه    | ساحل استان میاگی    | سطحی            | ۶٫۵        | ۵ ضعیف |
| ۳۱ مارس ۱۶ و ۱۵ دقیقه   | ساحل استان میاگی    | حدود ۴۰ کیلومتر | ۶٫۰        | ۵ ضعیف |
| ۱ آوریل ۱۹ و ۴۹ دقیقه   | استان آکیتا         | حدود ۱۰ کیلومتر | ۵٫۱        | ۵ قوی  |
| ۲ آوریل ۱۶ و ۵۶ دقیقه   | جنوب ایباراکی       | حدود ۵۰ کیلومتر | ۵٫۰        | ۵ ضعیف |
| ۷ آوریل ۲۳ و ۳۲ دقیقه   | ساحل استان میاگی    | حدود ۴۰ کیلومتر | ۷٫۴        | ۶ قوی  |
| ۹ آوریل ۱۸ و ۴۲ دقیقه   | ساحل استان میاگی    | حدود ۵۰ کیلومتر | ۵٫۴        | ۵ ضعیف |
| ۱۱ آوریل ۱۷ و ۱۶ دقیقه  | فوکوشیما            | حدود ۶ کیلومتر  | ۷٫۰        | ۶ ضعیف |
| ۱۱ آوریل ۱۷ و ۱۷ دقیقه  | فوکوشیما            | حدود ۱۰ کیلومتر | ۶٫۰        | ۵ ضعیف |
| ۱۱ آوریل ۱۷ و ۲۶ دقیقه  | فوکوشیما            | سطحی            | ۵٫۶        | ۵ ضعیف |
| ۱۱ آوریل ۲۰ و ۴۲ دقیقه  | شمال استان ایباراکی | حدود ۱۰ کیلومتر | ۵٫۹        | ۵ ضعیف |

## سونامی

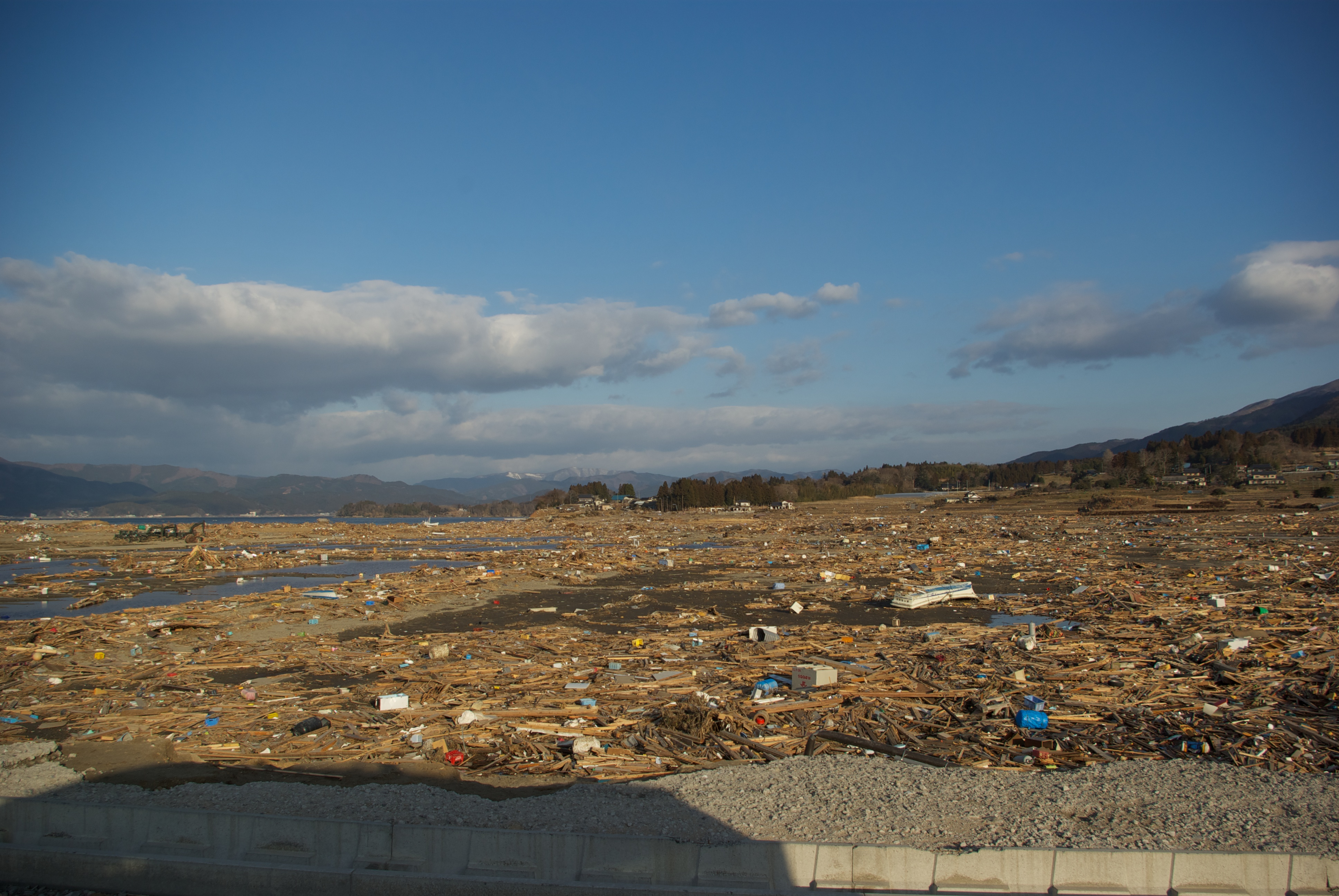
شهر ریکوزنتاکاتا بعد از سونامی

پس از وقوع زمین‌لرزه به سرعت اقدامات جهت مقابله با سونامی در ژاپن و ۲۰ کشور دیگر حاشیهٔ اقیانوس آرام شمالی و جنوبی از جمله آمریکای شمالی و شیلی آغاز شد. در ژاپن بالاترین درجه هشدار خطر سونامی اعلام شده و توسط بلندگوها و رادیو و تلویزیون از مردم خواسته شد که به سرعت نواحی نزدیک دریا را تخلیه کرده و به نواحی بلند پناه ببرند. ارتفاع سونامی ۱۰ متر پیش‌بینی شده‌بود. اثرات کشنده و مخرب سونامی بسیار بیشتر از زمین‌لرزه در نظر گرفته شده‌است. تصاویر پس از سونامی شهر می‌نامی‌سانریکو نشان می‌دهد که حتی آثاری از وجود شهر باقی نمانده‌است. در شهر ریکوزنتاکاتا تا طبقهٔ سوم ساختمان‌ها به زیر آب فرورفتند. طبق ارزیابی کارشناس این احتمال وجود دارد که سونامی در این شهر بین ۱۵ تا ۲۰ متر ارتفاع داشته‌است. شهر میاکو در استان ایواته قبلاً تجربهٔ سونامی را داشته‌است و خاکریزی به ارتفاع ۱۰ متر برای مقابله با سونامی در این شهر ساخته شده‌بود. خرابی شهر نشاندهندهٔ اینست که ارتفاع این سونامی در این ناحیه از ۱۰ متر نیز بیشتر بوده‌است.

## خسارات و تلفات سونامی

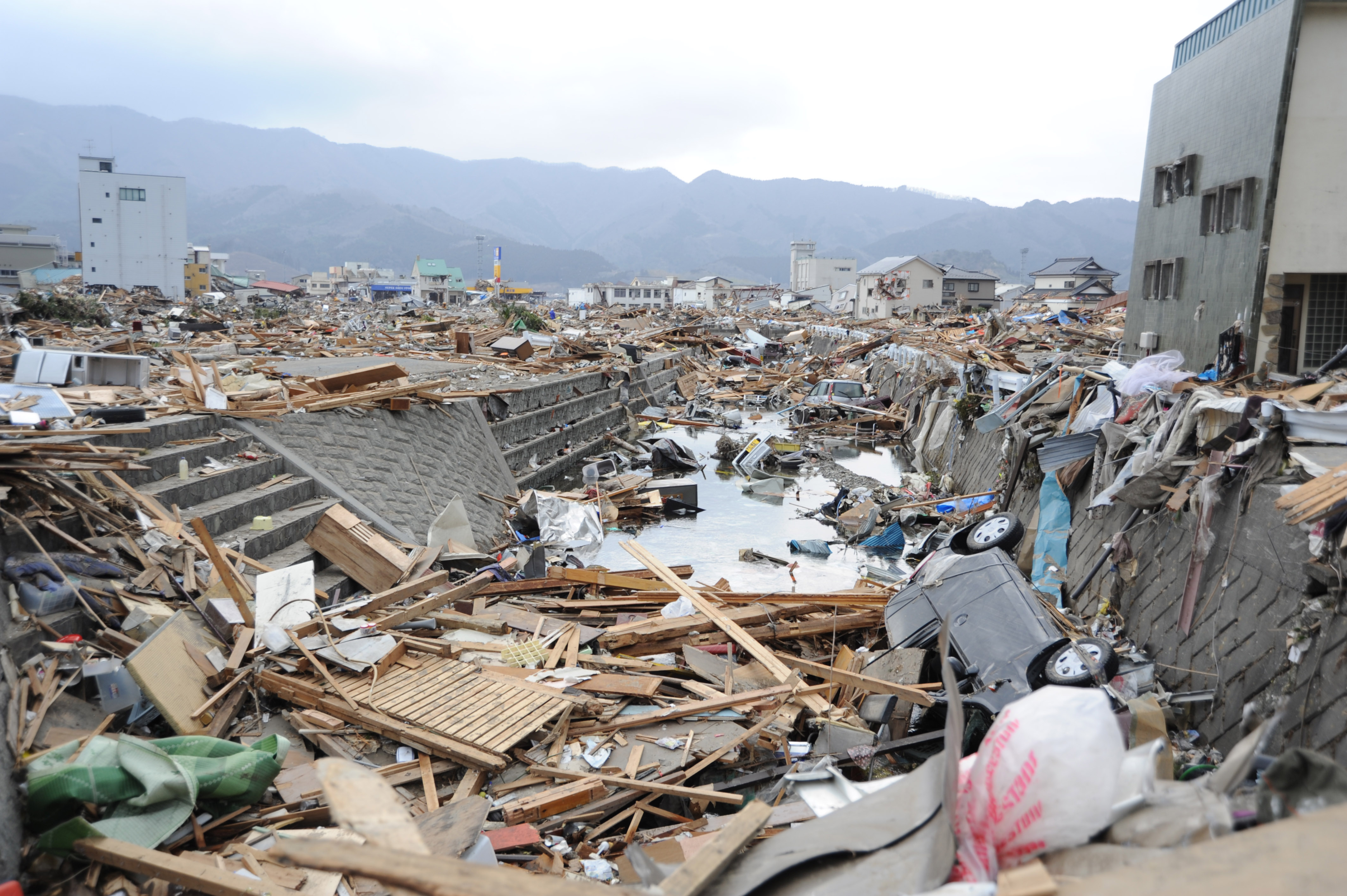
شهر اوفوناتو در استان ایواته پس از سونامی

- پس از سونامی بیشترین میزان تلفات و خسارات مربوط در سه استان ایواته، استان میاگی و استان فوکوشیما گزارش شده‌است.[۳۴] احتمالاً بالاترین تعداد تلفات در اثر سونامی متعلق به دو شهر اوتسوچی، ایواته و می‌نامی‌سانریکو، میاگی می‌باشد.[۳۵]

### استان ایواته
- در شهر اوتسوچی، ایواته (大槌町, Ōtsuchi-chō) (جمعیت قبل از سونامی ۱۵٬۲۵۶ نفر) بعد از سونامی بسیاری از مردم شهر که خود شهردار نیز در میان آنهاست، مفقود شده‌اند.[۳۶]
- در شهر یامادا، ایواته (山田町) حدود ۷۲۰۰ خانه به‌طور کامل ویران شدند.[۳۷]
- شهر ریکوزنتاکاتا هشتاد درصد شهر ویران شد.
- در کاماایشی در حدود ۴۰۰ خانه و تعداد بسیاری ماشین توسط سونامی در آب جاری شدند.[۳۸]
- شهر اوفوناتو در حدود ۳۶۰۰ خانه ویران شد.
- شهر میاکو در حدود ۱۵ دقیقه پس از زلزله سونامی به این شهر رسید و خسارات به شهر شدید بوده‌است.

### استان میاگی
- شهر می‌نامی‌سانریکو، میاگی (南三陸町, Minamisanriku-chō) ارتفاع سونامی در این شهر ۱۵ متر ثبت شده و شهر به‌طور کامل ویران شده‌است. جمعیت این شهر قبل از وقوع سونامی ۱۷٬۸۰۰ نفر بوده‌است که بسیاری از اهالی شهر در اثر سونامی مفقود شدند.[۳۹][۴۰]
- شهر هیگاشی‌ماتسوشیما تعداد مفقود شدگان بسیار زیاد است.
- یکساعت بعد از زمین‌لرزه در ساعت ۱۵:۵۵ دقیقه، امواج سونامی به فرودگاه سندای رسید و ترمینال فرودگاه تا طبقهٔ دوم به زیر آب رفت.
- در شهر اوناگاوا (女川町, Onagawa-chō) تعداد بسیاری مفقود شدند.[۴۱]
- همچنین در دو شهر کسن‌نوما و ایشینوماکی خسارت و تلفات سونامی بسیار شدید بوده‌است.

### استان فوکوشیما
- در سه شهر سوماً، ایواکی و می‌نامی-سوماً (南相馬市, Minamisōma shi) خسارت وارده بسیار گسترده بوده‌است.

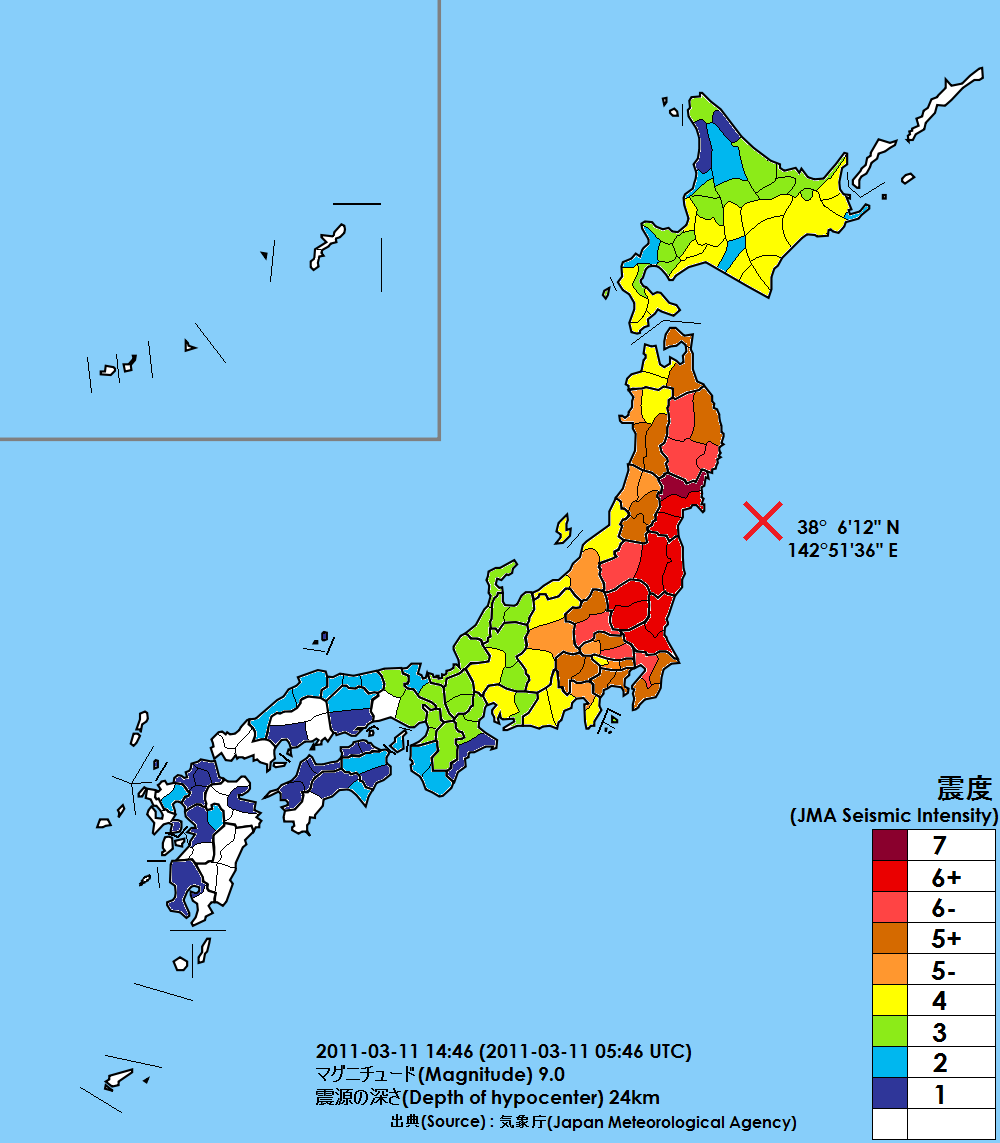
نقشهٔ شدت زمین‌لرزه توهوکو در استان‌های ژاپن بر مقیاس شیندو

## نیروگاه‌های هسته ای
پس از یک انفجار هیدروژنی تازه در رآکتور شماره ۲ مواد رادیواکتیو به بیرون راه یافت. نائوتو کان، نخست‌وزیر ژاپن، صبح سه‌شنبه (۱۵ مارس / ۲۴ اسفند) وقوع این انفجار را تأیید کرد.
علاوه بر این رآکتور ۴ نیز دچار حریق شد، ولی مقامات امنیت اتمی ژاپن گفتند که توانسته‌اند آتش‌سوزی را مهار کنند. رآکتور ۴ را پیش از وقوع زمین‌لرزه به منظور تعمیرات، روز جمعه خاموش کرده بودند. از نظر مسئولان این تأسیسات، میله‌های سوختی این رآکتور عامل خطری جدید نخواهند بود.

### افزایش تشعشعات رادیواکتیو
در پی حادثه هسته‌ای نیروگاه فوکوشیما، میزان تشعشعات رادیواکتیو در محدودهٔ این تأسیسات رو به افزایش گذاشته‌است. یوکیو ادانو، سخنگوی دولت ژاپن، هشدار داد و گفت: «ما در این لحظه از چنان میزانی از تشعشعات صحبت می‌کنیم که می‌تواند به سلامتی انسان آسیب برساند.»
تائوتو کان، نخست‌وزیر ژاپن سخنگوی دولت افزود، به ساکنانی که به‌رغم دستور نقل مکان هنوز در خانه‌های خود مانده‌اند، اکیداً توصیه می‌شود در و پنجرهٔ خانه‌های خود را بسته نگاه دارند. به دستور دولت تا شعاع ۳۰ کیلومتری محدودهٔ هوایی نیروگاه فوکوشیما پرواز هر هواپیمایی ممنوع اعلام شده‌است. این فاجعه بدترین حادثه از نوع خود بعد از فاجعه چرنوبیل است.

## تأثیر بر صنعت جهانگردی ژاپن
به دنبال انعکاس اخبار مربوط به زمین لرزه و حادثه اتمی فوکوشیما در جهان تعداد جهانگردانی که وارد ژاپن شده‌اند، در ماه مارس نسبت به سال قبل ۵۰٫۳ درصد کاهش نشان می‌دهد که از سال ۱۹۶۱ کمترین تعداد به‌شمار می‌آید.

## نگارخانه

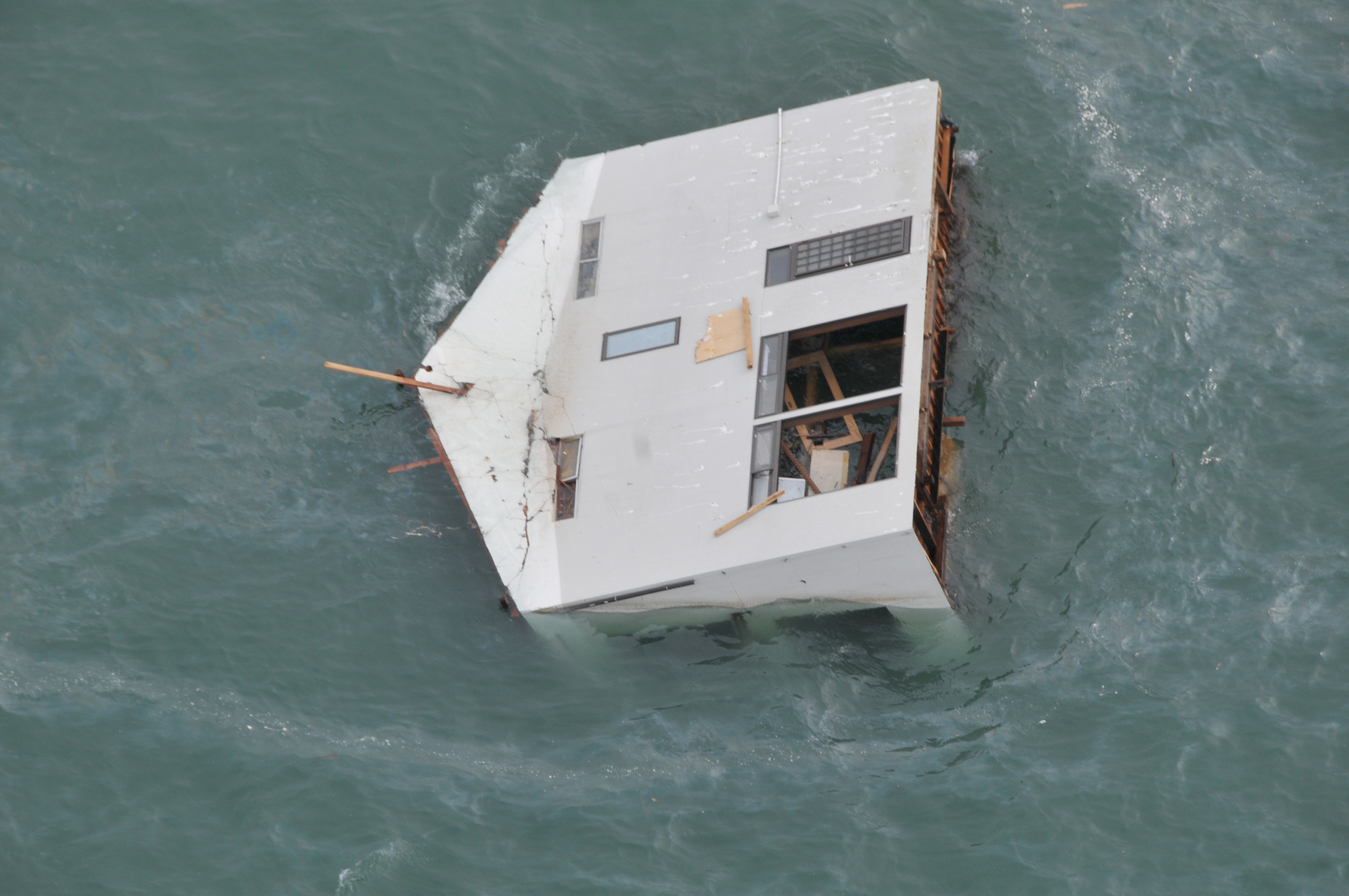
خانه‌ای شناور شده در اثر سونامی
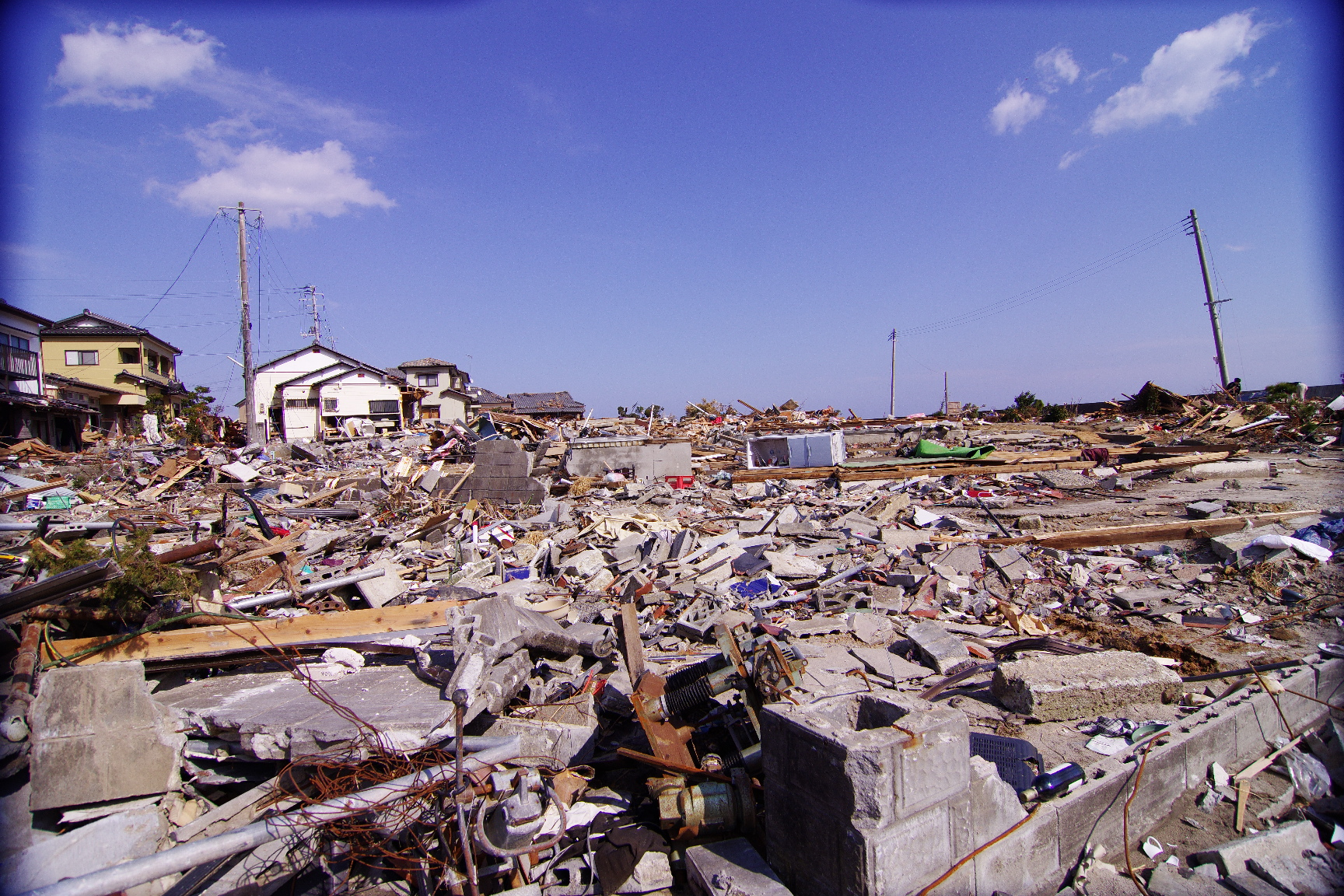
شهر ایواکی
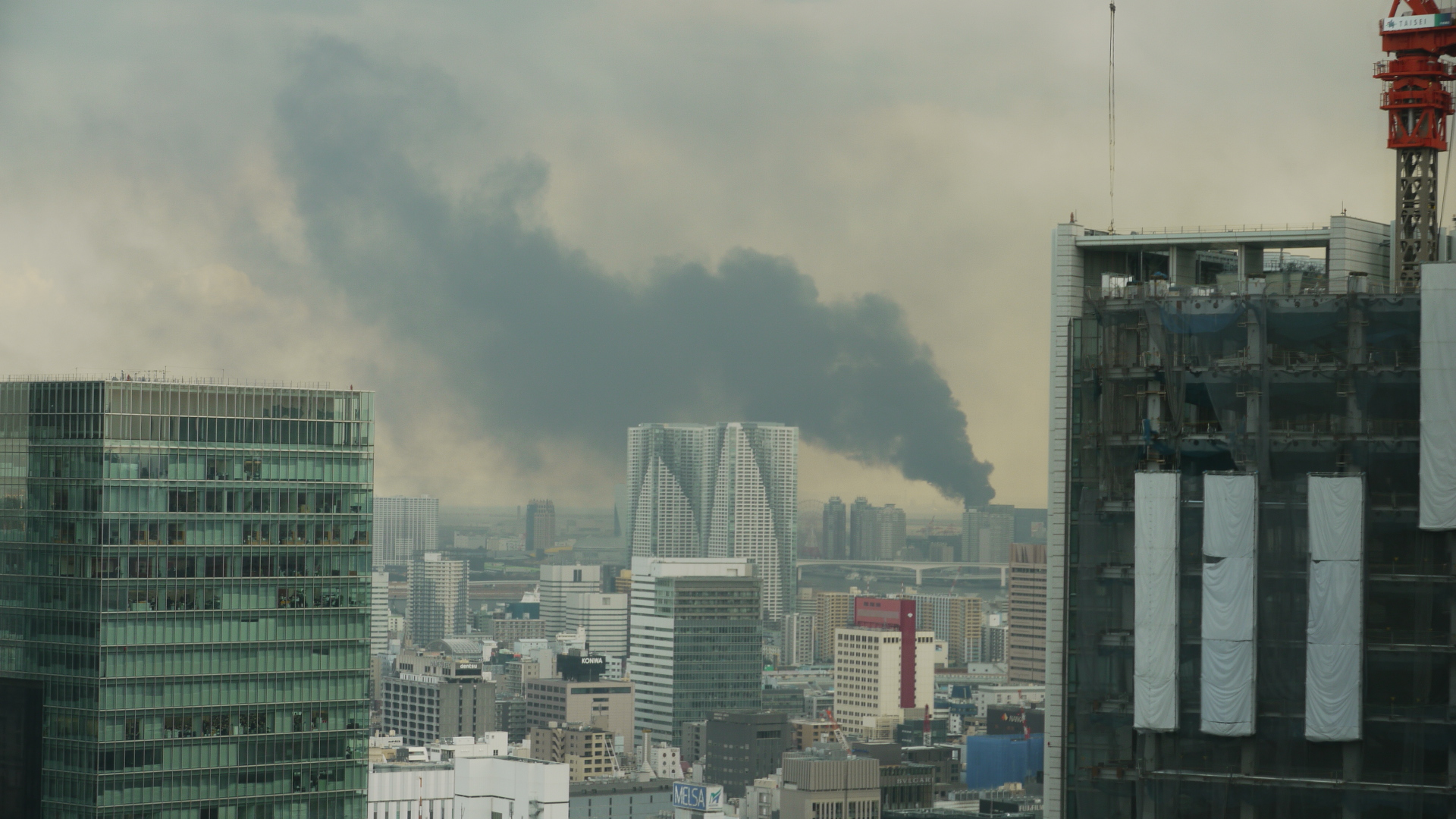
آتش سوزی در اودایبا پس از زلزله
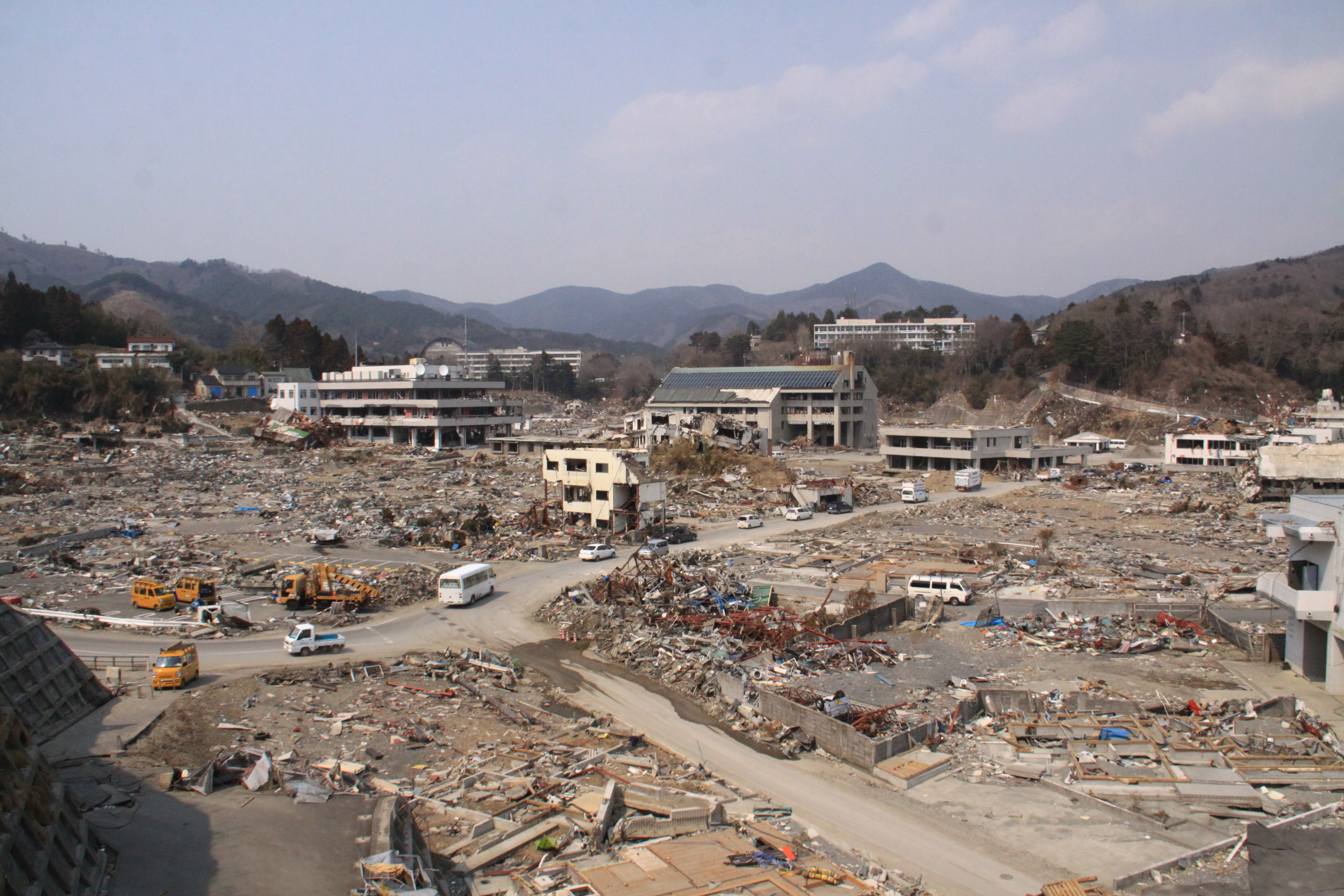
خسارات پس از سونامی در شهر اوناگاوا
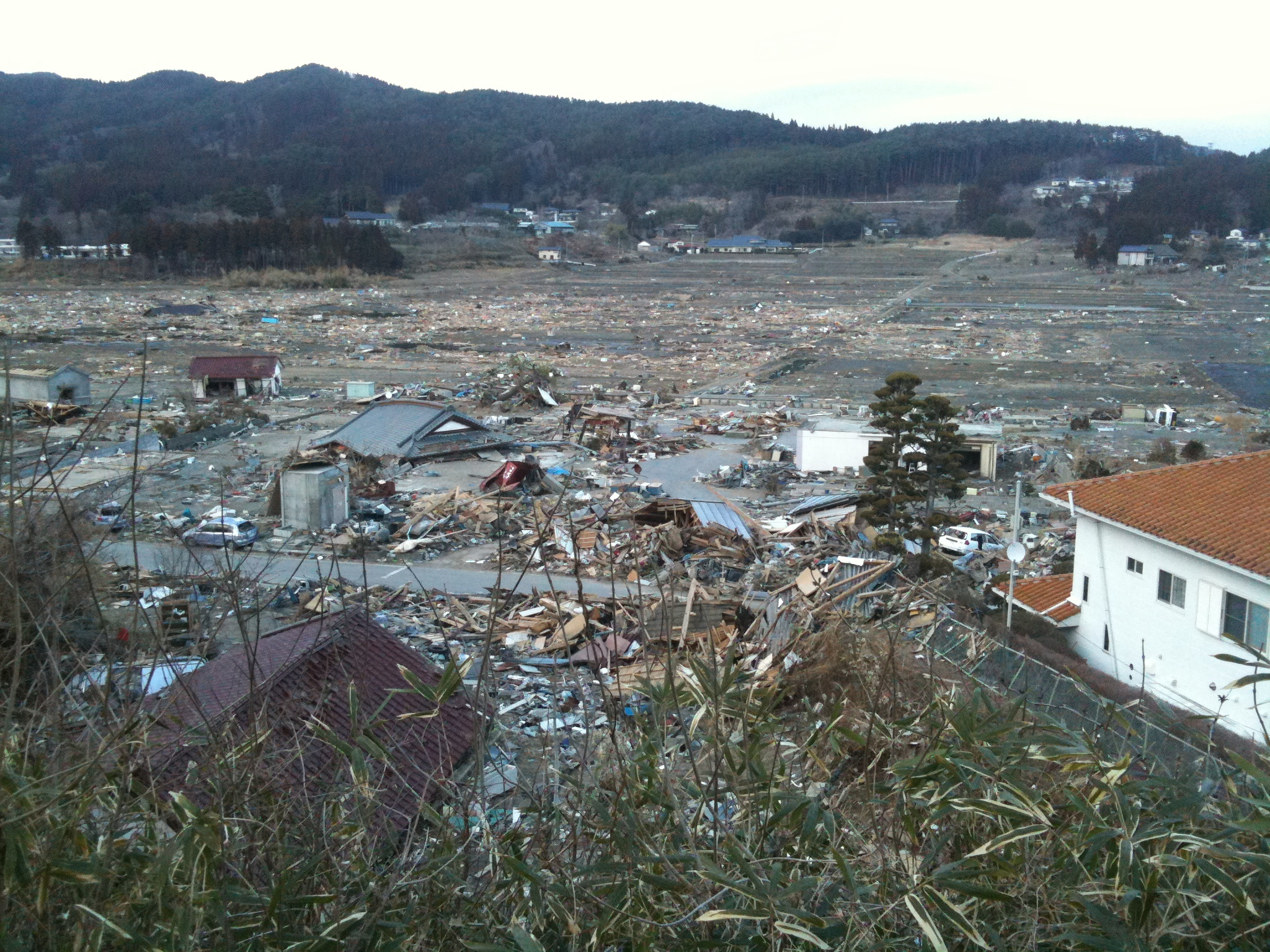
شهر ریکوزنتاکاتا پس از سونامی